# 北瓦济里斯坦特区
北瓦济里斯坦特区，是巴基斯坦开伯尔-普什图省的一个特区。总面积11,585平方公里，总人口361,246（1998年）。2018年随联邦直辖部落地区被并入巴基斯坦的省。

联邦直辖部落地区及开伯尔-普什图省，北瓦濟里斯坦特區以黃色標示

该地地势崎岖多山，冬季严寒，夏季炎热。
1. ↑   (PDF). www.pbscensus.gov.pk. 2018-01-03  [2018-03-25]. （原始内容 (PDF)存档于26 March 2018）.